# Funicule

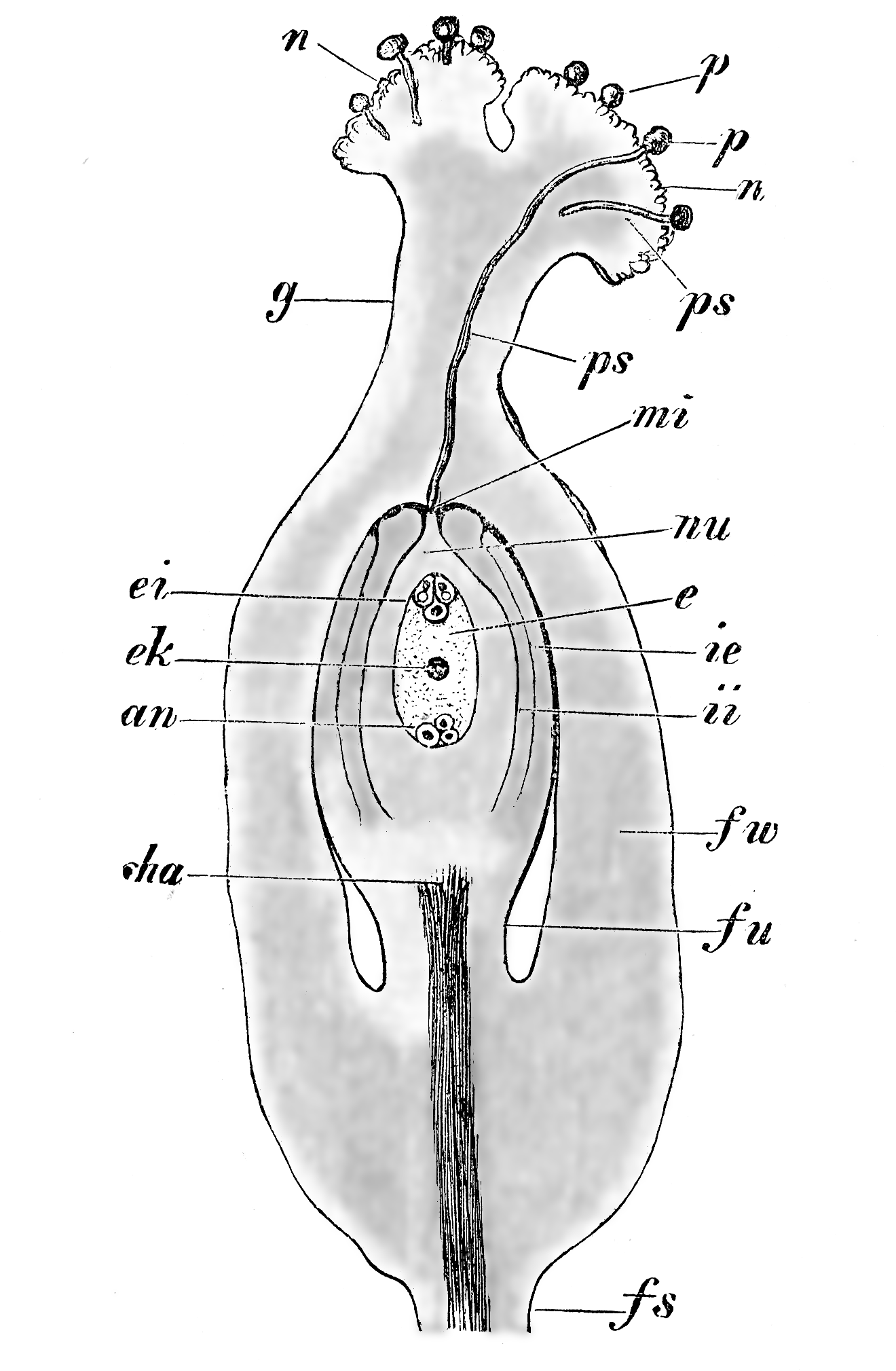
Ovaire de Fallopia convolvulus lors de la fécondation : fu funicule, cha chalaze, nu nucelle, mi micropyle, ii tégument interne, ie tégument externe, e sac embryonnaire, ek noyau du sac embryonnaire, ei oosphère, an antipodes, g style, n stigmate, p grains de pollen, ps tubes polliniques (48 ×).

Le funicule (du latin classique funiculus, « petite corde ») est, en botanique, un organe formant un cordon vasculaire qui relie l'ovule, puis plus tard la graine, à la paroi de l'ovaire, au niveau du placenta. Constitué de faisceaux vasculaires à la base de l'ovule (ce qui lui vaut parfois d'être appelé podosperme, du grec « podos », pied, et « sperma », semence), il a pour fonction de transporter les sucs nourriciers, d'où son appellation impropre de « cordon ombilical ».
On peut facilement observer cette structure en écossant les petits pois : chaque ovule devenu pois est accroché par un mince filament à la paroi interne du fruit. Le point d'insertion du funicule sur l'ovule s'appelle le hile.
Les graines des magnolias pendent parfois au bout de leur long funicule, lorsque le coenocarpe se dessèche. Chez les asclépiades, le funicule est formé de filets soyeux qui composent une aigrette.

## Galerie

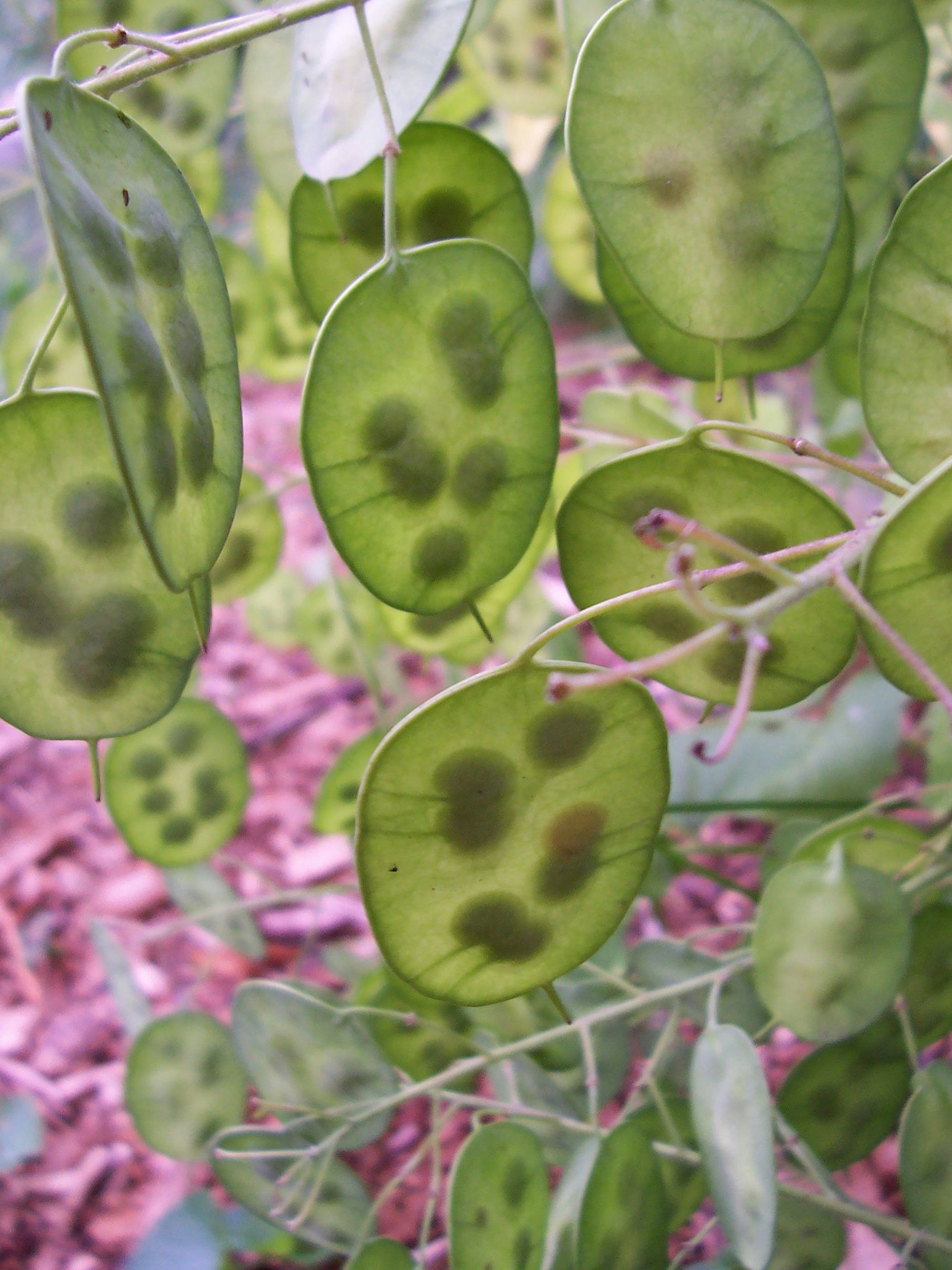
Les siliques plates de la Monnaie-du-pape laissent voir par transparence leurs graines à l'extrémité d'un long funicule.
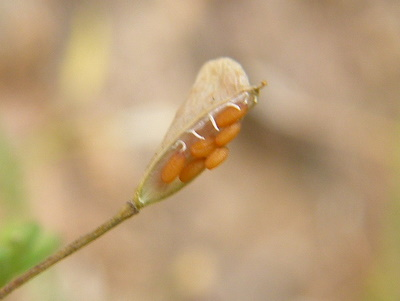
Dans la silicule de la Bourse à pasteur, les funicules blancs des graines orange restent attachés au cadre placentaire.